# Laurent Clerc
Laurent Clerc, nato Louis Laurent Marie Clerc (La Balme-les-Grottes, 26 dicembre 1785 – Hartford, 18 luglio 1869), è stato un educatore francese, membro della comunità sorda.

## Biografia
Sordo, pioniere dell'educazione dei sordi negli Stati Uniti ed è tuttora noto come Padre della Lingua dei Segni Americana. Lascia la Francia per gli Stati Uniti con Thomas Hopkins Gallaudet e co-fonda la prima scuola di sordi, l'American School for the Deaf, a Connecticut nel 1817.

## Impatto culturale
A Laurent Clerc viene fatto riferimento nel film Sign Gene, il film su supereroi sordi che hanno superpoteri attraverso l'uso della lingua dei segni, come il quarto bisnonno del personaggio principale Tom Clerc (interpretato da Emilio Insolera). Il film è stato girato tra Giappone, USA e Italia e sarà proiettato nei cinema nel settembre 2017.